# Mülheimer SV 06
Der Mülheimer SV 06 war ein Sportverein aus Köln. Die Fußballmannschaft gewann 1934 und 1940 die Meisterschaft der Gauliga Mittelrhein. Der Mülheimer SV 06 ist ein Vorgängerverein von Viktoria Köln.

## Geschichte
Der Mülheimer SV 06 wurde im Jahre 1906 als Mülheimer Ballspiel-Club gegründet. Dieser fusionierte später mit dem FC Union Mülheim zum Mülheimer SV 06. 

### Fußball
Die Fußballer spielten 1911 erstmals in der höchsten Spielklasse. Zwar blieben die Mülheimer bis zur Machtübernahme der Nationalsozialisten im Jahre 1933 erstklassig, dafür belegte die Mannschaft in der Regel nur Platzierungen im Mittelfeld der Tabelle. 1929 wurde der MSV Vizemeister seiner Staffel hinter Borussia München-Gladbach  1932 und 1933 konnte dieser Erfolg jeweils hinter Alemannia Aachen wiederholt werden.
Der MSV qualifizierte sich für die Gauliga Mittelrhein und wurde prompt ihr erster Meister. Bei der Deutschen Meisterschaft wurden die Mülheimer Gruppenzweiter hinter dem SV Waldhof. Nach mehreren Jahren Mittelmaß konnte 1940 die zweite Gaumeisterschaft gefeiert werden. Zunächst sicherte sich der MSV den Staffelsieg, unter anderem durch einen 19:0-Sieg über Rhenania Würselen. In den Endspielen um die Gaumeisterschaft setzten sich die Mülheimer gegen den SSV Troisdorf 05 durch.
Bei der Deutschen Meisterschaft reichte es nur zu Platz drei in Gruppe III. Gegen den FC Schalke 04 musste der MSV zwei herbe Niederlagen einstecken. In den letzten Kriegsjahren erreichten die Mülheimer noch gute Platzierungen, verfehlten aber die Gaumeisterschaft um Längen. 1949 qualifizierte sich der MSV für die neu eingeführte II. Division, an der der Verein nach der Fusion mit dem VfR Köln 04 rrh. unter dem Namen SC Rapid Köln teilnahm. Die Fusion wurde am 29. Juli 1949 im Kongresssaal der Kölner Messe vollzogen.

### Handball
Die Feldhandball-Abteilung des Vereins spielte ab 1933 in der erstklassigen Handball-Gauliga Mittelrhein. Dort wurde Mülheim 1934, 1935, 1936 und 1939 Vizemeister.

## Erfolge
- Meister der Gauliga Mittelrhein 1934, 1940

## Persönlichkeiten
- Kurt Birkner
- Herbert Dörner
- Karl Ferber
- Hubert Hönig
- Jean Paffrath
- Franz Schütz
- Fritz Tiede
- Peter Trompetter